# Потери самолётов США над Северным Вьетнамом (ноябрь—декабрь 1965)
В данном списке перечислены американские самолёты, потерянные при выполнении боевых заданий над Северным Вьетнамом в ходе Вьетнамской войны в период с ноября по декабрь 1965 года. Приведены только потери, удовлетворяющие следующим условиям:
- потеря является безвозвратной, то есть самолёт уничтожен или списан из-за полученных повреждений;
- потеря понесена по боевым или небоевым причинам в регионе Юго-Восточной Азии (включая Северный Вьетнам, Южный Вьетнам, Лаос, Камбоджу, Таиланд, Японию, Китай) и связана с боевыми операциями против Северного Вьетнама (Демократической Республики Вьетнам);
- потерянный самолёт состоял на вооружении Военно-воздушных сил, Военно-морских сил, Корпуса морской пехоты или Армии Соединённых Штатов Америки;
- потеря произошла в период между 1 ноября и 31 декабря 1965 года.

Список составлен на основе открытых источников. Приведённая в нём информация может быть неполной или неточной, а также может не соответствовать официальным данным министерств обороны США и СРВ. Тем не менее, в нём перечислены почти все самолёты, члены экипажей которых погибли или попали в плен. Неполнота связана в основном с теми самолётами, члены экипажей которых были эвакуированы поисково-спасательными службами США, а также с самолётами, потерянными вне пределов Северного Вьетнама (в этом случае не всегда возможно определить, была ли потеря связана с операциями именно против этой страны).
Список не затрагивает потери американской авиации, понесённые в операциях против целей на территории Южного Вьетнама, Лаоса и Камбоджи. Список составлялся без использования данных монографии Кристофера Хобсона «Vietnam Air Losses».

## Краткая характеристика периода
В ноябре—декабре 1965 года американская авиация продолжала бомбардировки Северного Вьетнама в рамках операции Rolling Thunder. В декабре в Тонкинский залив прибыл авианосец «Энтерпрайз», ставший первым в истории атомным авианосцем, принявшим участие в боевых действиях. Во второй половине месяца авиация США нанесла серию ударов по теплоэлектростанции Уонг-Би в районе Хайфона, наиболее значительной цели с момента начала бомбардировок. С 24 декабря (канун католического Рождества) налёты были прекращены в рамках очередного «мирного наступления» президента США Линдона Джонсона. Пауза в бомбардировках продолжалась более месяца.

## Потери

### Ноябрь
- 1 ноября 1965 — RF-101C «Вуду» (сер. номер 56-0174, 15-я тактическая разведывательная эскадрилья ВВС США). Сбит зенитным огнём. Пилот спасён.
- 1 ноября 1965 — A-4E «Скайхок» (номер 151142, 86-я штурмовая эскадрилья ВМС США). Сбит зенитным огнём. Пилот спасён.
- 3 ноября 1965 — F-105D «Тандерчиф» (сер. номер 61-0163, 562-я тактическая истребительная эскадрилья ВВС США). Сбит зенитным огнём. Пилот погиб.
- 5 ноября 1965 — F-8E «Крусейдер» (212-я всепогодная истребительная эскадрилья Корпуса морской пехоты США). Сбит зенитным огнём в районе Хайзыонг. Пилот попал в плен.
- 5 ноября 1965 — F-105D «Тандерчиф» (сер. номер 62-4342, 357-я тактическая истребительная эскадрилья). Сбит ЗРК. Пилот погиб.
- 6 ноября 1965 — A-1E «Скайрейдер» (602-я эскадрилья воздушных коммандос ВВС США). Сбит, участвуя в поисково-спасательной операции. Пилот попал в плен.
- 6 ноября 1965 — A-1E «Скайрейдер» (602-я эскадрилья воздушных коммандос ВВС США). Потерян, участвуя в поисково-спасательной операции. Пилот попал в плен.
- 7 ноября 1965 — A-4E «Скайхок» (номер 150071, 163-я штурмовая эскадрилья ВМС США). Сбит зенитным огнём. Пилот спасён.
- 12 ноября 1965 — F-105D «Тандерчиф» (сер. номер 62-4218, 562-я тактическая истребительная эскадрилья ВВС США). Взорвался во время процедуры дозаправки в воздухе (над Таиландом или Лаосом). Пилот погиб.
- 13 ноября 1965 — A-4E «Скайхок» (номер 151067, 163-я штурмовая эскадрилья ВМС США). Сбит зенитным огнём южнее Донгхой. Пилот попал в плен.
- 16 ноября 1965 — F-105D «Тандерчиф» (сер. номер 62-4332, 469-я тактическая истребительная эскадрилья ВВС США). Подбит ЗРК, упал в Тонкинский залив. Пилот погиб.
- 17 ноября 1965 — A-4E «Скайхок» (номер 151083, 163-я штурмовая эскадрилья ВМС США). Сбит зенитным огнём в районе Хай-Дуонг. Пилот погиб (очевидно, при катапультировании).
- 17 ноября 1965 — A-1H «Скайрейдер» (номер 135244). Сбит зенитным огнём. Пилот погиб.
- 18 ноября 1965 — F-105D «Тандерчиф» (сер. номер 61-0062, 469-я тактическая истребительная эскадрилья ВВС США). Сбит зенитным огнём юго-западнее Винь. Пилот спасён.
- 28 ноября 1965 — F-105D «Тандерчиф» (сер. номер 62-4285). Сбит зенитным огнём. Пилот спасён.
- 28 ноября 1965 — F-8E «Крусейдер» (191-я истребительная эскадрилья ВМС США). Сбит зенитным огнём во время налёта на мост Хам-Ронг. Пилот попал в плен.
- 30 ноября 1965 — F-8E «Крусейдер» (номер 149176, 53-я истребительная эскадрилья ВМС США). Потерян по небоевой причине при посадке на авианосец. Пилот погиб.

### Декабрь
- 1 декабря 1965 — F-105D «Тандерчиф» (сер. номер 61-0182, 334-я тактическая истребительная эскадрилья ВВС США). Сбит зенитным огнём в районе Као-Нунг. Пилот погиб.
- 1 декабря 1965 — A-4C «Скайхок» (номер 149560, 144-я штурмовая эскадрилья ВМС США). Сбит зенитным огнём в районе Хай-Дуонг. Пилот погиб.
- 2 декабря 1965 — A-1H «Скайрейдер» (номер 139755, 196-я штурмовая эскадрилья ВМС США). Столкнулся с землёй по неизвестным причинам во время атаки наземной цели. Пилот погиб.
- 2 декабря 1965 — F-4B «Фантом» II (номер 152220, 114-я истребительная эскадрилья ВМС США). Потерян по неизвестным причинам, возможно, столкнулся с землёй при полёте в густой облачности. Оба члена экипажа погибли.
- 7 декабря 1965 — F-4B «Фантом» II (323-я истребительная эскадрилья Корпуса морской пехоты США). Сбит. Оба члена экипажа попали в плен, где один из них умер от болезни.
- 15 декабря 1965 — F-105D «Тандерчиф» (сер. номер 62-4363, 334-я тактическая истребительная эскадрилья ВВС США). Сбит зенитным огнём в районе Уонг-Би. Пилот спасён.
- 17 декабря 1965 — A-4C «Скайхок» (номер 148510, 113-я штурмовая эскадрилья ВМС США). Потерян при посадке на авианосец. Пилот погиб.
- 20 декабря 1965 — F-4C «Фантом» II (433-я тактическая истребительная эскадрилья ВВС США). Сбит северо-восточнее Ханоя. Один член экипажа попал в плен, другой погиб.
- 20 декабря 1965 — RA-5C «Виджилент» (номер 151624, 13-я тяжёлая разведывательная эскадрилья ВМС США). Сбит в районе Хонгай. Оба члена экипажа погибли.
- 20 декабря 1965 — F-100F «Уайлд Уизл» I (сер. номер 58-1231, ВВС США). Сбит. Один член экипажа попал в плен, другой погиб (возможно, в бою при попытке взятия его в плен).
- 20 декабря 1965 — F-105D «Тандерчиф» (сер. номер 61-0090, 354-я тактическая истребительная эскадрилья ВВС США). Подбит зенитным огнём северо-западнее Кеп и упал в Тонкинский залив. Пилот спасён.
- 21 декабря 1965 — F-105D «Тандерчиф» (сер. номер 59-1823, 421-я тактическая истребительная эскадрилья ВВС США). Сбит зенитным огнём в районе Ха-Тинь. Пилот спасён.
- 22 декабря 1965 — A-4C «Скайхок» (номер 149521, 76-я штурмовая эскадрилья ВМС США). Столкнулся с землёй в районе Уонг-Би, предположительно в результате поражения пилота зенитным огнём. Пилот погиб.
- 22 декабря 1965 — A-4C «Скайхок» (номер 148305, 36-я штурмовая эскадрилья ВМС США). Сбит огнём ручного стрелкового оружия в районе Уонг-Би. Пилот попал в плен.
- 22 декабря 1965 — RA-5C «Виджилент» (номер 151632, 13-я тяжёлая разведывательная эскадрилья ВМС США). Сбит зенитным огнём или ЗРК восточнее Хай-Дуонг. Один член экипажа попал в плен, другой погиб.
- 22 декабря 1965 — A-6A «Интрудер» (номер 151781, 85-я штурмовая эскадрилья ВМС США). Сбит предположительно ЗРК в районе Уонг-Би. Оба члена экипажа погибли.
- 23 декабря 1965 — A-4C «Скайхок» (номер 149562, 94-я штурмовая эскадрилья ВМС США). Сбит зенитным огнём в районе Хай-Дуонг. Пилот попал в плен.

## Общая статистика
По состоянию на 21 марта 2025 года в списке перечислены следующие потери:
| Самолёты           | #  |
| A-1                | 4  |
| A-4                | 9  |
| A-6                | 1  |
| F-4                | 3  |
| F-8                | 3  |
| F-100              | 1  |
| F-105              | 10 |
| RA-5C              | 2  |
| RF-101C            | 1  |
| Итого: 34 самолёта |    |

Эти данные не являются полными и могут меняться по мере дополнения списка.